# ISG経営大学院
ISG Business School (経営大学院）（フランス語: Institut supérieur de gestionは、ビジネス・スクールであり、フランスのグランゼコールの中でも名門校の一つである。学校はパリ、東京、ニューヨークにある。

## 著名な卒業生
- フランソワ・バロワン は、フランスの政治家。 第三次フランソワ・フィヨン内閣の予算相を経て、経済・産業・雇用相。トロワ市長。